# 纳希莫夫勋章
纳希莫夫勋章（羅馬化：Orden Nakhimova）于1943年3月3日设立，是苏联在苏德战争期间设立的军事勋章，授予在战争中表现优异的海军军官和舰队，以表彰他们在海军作战的指挥、实施和支援方面取得杰出成就，以海軍上將帕維爾·納希莫夫命名。此勋章分为两级。苏联时期，一级勋章被颁授82次，二级勋章被颁授972次。根据斯大林的提议，纳希莫夫勋章表面装饰了大量的红宝石。这也使得本勋章成为苏联造价最为昂贵的勋章之一。

## 历史
1944年3月3日，苏联最高苏维埃主席团通过了《关于设立一级、二级乌沙科夫勋章和一级、二级纳西莫夫勋章的法令》
。这两类勋章专门授予给海军军官。法令还规定了这两类勋章的等级。其中，一、二级乌沙科夫勋章等级与陆军的一、二级苏沃洛夫勋章相同；一、二级纳西莫夫勋章与陆军的一、二级库图佐夫勋章相同。勋章由艺术家莫德斯特·谢皮列夫斯基设计。

## 级别
一级勋章被授予满足以下条件的军官和部队：
- 精心设计和执行作战任务，发挥舰队全体成员的力量，以少胜多
- 良好地组织参加战斗的舰艇编队，个人领导大胆、果断，摧毁敌军重要军事设施。并保存己方部队实力
- 严密组织、执行反登陆作战，使敌军登陆部队损失惨重，退出战斗
- 积极开展行动，确保舰队在海上的行动、通信以及基地和海岸线的防御
- 配合掩护陆军行动以及在敌占区的登陆行动
- 指挥部队取得战斗胜利

二级勋章被授予满足以下条件的军官和部队：
- 积极勇敢保卫我方的通讯、基地和海岸线，击败大量敌军并挫败其战略企图
- 在敌方海岸布设水雷，确保我方舰队行动的执行或导致有价值的敌舰被摧毁
- 大胆开展敌海扫雷行动，保证了舰队的安全
- 在战斗任务中表现出的个人英勇行为，摧毁地方舰艇
- 领导舰队以少胜多并保存己方实力
- 配合部队取得战斗胜利

纳希莫夫勋章应佩戴在右胸，排列在库图佐夫勋章之后，波格丹·赫梅利尼茨基勋章之前。

## 颁授
本勋章根据苏联最高苏维埃主席团法令颁发。但实际上，第一批授勋是根据各舰队指挥官的命令进行的。根据1944年5月16日的苏联最高苏维埃主席团法令，第一枚一级勋章被授予黑海舰队海防司令员彼得·莫尔古诺夫中将。然而第1号勋章被授予波罗的海舰队陆上舰队司令员尼古拉·费尔德曼少将。同批被授予一级勋章的还有黑海舰队司令员菲利普·奥克佳布里斯基上将（1944年9月5日）、北方舰队司令员阿尔谢尼·戈洛夫科上将、瓦西里·普拉托诺夫中将（以上1944年11月2日）、北太平洋舰队司令员弗拉基米尔·安德烈耶夫中将、海军装备部主任尼古拉·伊萨琴科夫中将、黑海舰队参谋长伊万·叶利谢耶夫少将、海军总参谋部副参谋长兼作战部长斯捷潘·库切罗夫中将、海岸警卫队司令员尼古拉·马雷舍夫中将、海军技术委员会主任亚历山大·奥尔洛夫中将、黑海舰队军事委员会委员伊万·罗戈夫上将和太平洋舰队参谋长亚历山大·弗罗洛夫中将（以上1944年11月5日）。
一级勋章还被授予以下海军舰队：
- 多瑙河舰队
- 黑海舰队第1塞瓦斯托波尔鱼雷艇旅
- 波罗的海舰队第1红旗鱼雷艇旅
- 波罗的海舰队第51塔林鱼雷航空团

1944年夏，二级勋章第一次被授予一级上尉斯利茨基。但第一个获得者是北方舰队第46航空团飞行员瓦辛中尉。但他没来得及接受该勋章即战死。
和平时期授予一级和二级勋章的唯一案例发生在1981年11月4日。为表彰西方-81演习的成功，授予海军反潜部队司令员兼副总参谋长尼古拉·阿梅尔科上将、波罗的海舰队司令员伊万·卡皮塔涅茨中将一级勋章；授予波罗的海舰队副司令员格里戈里·阿夫拉莫夫中将、第一副司令员爱德华·谢缅科夫中将二级勋章。

## 设计
勋章由多部分组成。包括一颗散发着光芒的金制五角星，和一颗银色的五角星，每只角末端都是一个海军海锚，两者交错分布。银色五角星各角镶嵌红宝石。中间的金色奖章覆盖着深色珐琅，中间是纳希莫夫上将的侧面像。上方环绕镀金铭文：АДМИРАЛ НАХИМОВ（纳希莫夫海军上将）。底部为镰刀铁锤标志和环绕的月桂树枝。背面手工雕刻勋章编号。二级勋章完全为银质，并且用红色珐琅取代红宝石。
2010年前的俄联邦勋章设计与苏联时期相同，只是取消了镰刀铁锤标志。
| 苏联一级勋章 1944–1991 | 苏联二级勋章 1944–1991 | 俄联邦一级勋章 1992–2010 | 俄联邦二级勋章 1992–2010 |
| ---------------------- | ---------------------- | ------------------------ | ------------------------ |
|                        |                        |                          |                          |
| 略章                   |                        |                          |                          |
|                        |                        |                          |                          |